# Constantina Diță
Constantina Diță-Tomescu (Turburea, 23 gennaio 1970) è un'ex maratoneta e mezzofondista rumena, campionessa olimpica di maratona a Pechino 2008.

## Record nazionali

### Seniores
- Maratona: 2h21'30" ( Chicago, 9 ottobre 2005)

## Palmarès
| Anno | Manifestazione             | Sede        | Evento         | Risultato | Prestazione | Note                                     |
| ---- | -------------------------- | ----------- | -------------- | --------- | ----------- | ---------------------------------------- |
| 1998 | Mondiali di cross          | Marrakech   | Corsa breve    | 16ª       | 13'03"      |                                          |
| 1998 | Europei                    | Budapest    | Maratona       | 17ª       | 2h34'35"    |                                          |
| 1998 | Mondiali di mezza maratona | Uster       | Individuale    | 29ª       | 1h12'42"    |                                          |
| 1998 | Mondiali di mezza maratona | Uster       | A squadre      | Argento   | 3h32'19"    |                                          |
| 1999 | Mondiali di cross          | Belfast     | Corsa breve    | 11ª       | 15'49"      |                                          |
| 1999 | Mondiali di cross          | Belfast     | Corsa lunga    | 14ª       | 29'17"      |                                          |
| 1999 | Mondiali                   | Siviglia    | Maratona       | 19ª       | 2h36'28"    |                                          |
| 1999 | Mondiali di mezza maratona | Palermo     | Individuale    | 12ª       | 1h11'22"    |                                          |
| 1999 | Mondiali di mezza maratona | Palermo     | A squadre      | 4ª        | 3h33'40"    |                                          |
| 1999 | Europei di cross           | Velenje     | Corsa seniores | Argento   | 19'01"      |                                          |
| 1999 | Europei di cross           | Velenje     | A squadre      | Argento   | 35 p.       |                                          |
| 2000 | Mondiali di cross          | Vilamoura   | Corsa breve    | 22ª       | 13'32"      |                                          |
| 2000 | Mondiali di cross          | Vilamoura   | Corsa lunga    | 35ª       | 27'45"      |                                          |
| 2001 | Mondiali di cross          | Ostenda     | Corsa breve    | 33ª       | 15'58"      |                                          |
| 2001 | Mondiali                   | Edmonton    | Maratona       | 10ª       | 2h30'38"    |                                          |
| 2001 | Mondiali di mezza maratona | Bristol     | Individuale    | 32ª       | 1h13'08"    |                                          |
| 2001 | Mondiali di mezza maratona | Bristol     | A squadre      | 5ª        | 3h31'18"    |                                          |
| 2002 | Mondiali di mezza maratona | Bruxelles   | Individuale    | 22ª       | 1h11'34"    |                                          |
| 2002 | Mondiali di mezza maratona | Bruxelles   | A squadre      | 4ª        | 3h31'06"    |                                          |
| 2002 | Europei                    | Monaco      | 10000 m piani  | 7ª        | 31'53"61    |                                          |
| 2003 | Mondiali                   | Saint-Denis | Maratona       | dnf       | dnf         |                                          |
| 2003 | Mondiali di mezza maratona | Vilamoura   | Individuale    | 5ª        | 1h10'05"    |                                          |
| 2003 | Mondiali di mezza maratona | Vilamoura   | A squadre      | Bronzo    | 3h35'07"    |                                          |
| 2004 | Giochi olimpici            | Atene       | Maratona       | 20ª       | 2h37'31"    |                                          |
| 2004 | Mondiali di mezza maratona | Nuova Delhi | Individuale    | Bronzo    | 1h09'07"    | Miglior prestazione personale stagionale |
| 2004 | Mondiali di mezza maratona | Nuova Delhi | A squadre      | Argento   | 3h36'08"    |                                          |
| 2005 | Mondiali                   | Helsinki    | Maratona       | Bronzo    | 2h23'19"    |                                          |
| 2005 | Mondiali di mezza maratona | Edmonton    | Individuale    | Oro       | 1h09'17"    | Miglior prestazione personale stagionale |
| 2005 | Mondiali di mezza maratona | Edmonton    | A squadre      | Oro       | 3h31'00"    |                                          |
| 2006 | Europei                    | Göteborg    | 10000 m piani  | 11ª       | 31'49"47    |                                          |
| 2006 | Mondiali di mezza maratona | Debrecen    | Individuale    | Argento   | 1h03'23"    |                                          |
| 2008 | Giochi olimpici            | Pechino     | Maratona       | Oro       | 2h26'44"    |                                          |
| 2012 | Giochi olimpici            | Londra      | Maratona       | 86ª       | 2h41'34"    |                                          |